# 忍風戦隊ハリケンジャーVSガオレンジャー
- スーパー戦隊シリーズ
  - 忍風戦隊ハリケンジャー > 忍風戦隊ハリケンジャーVSガオレンジャー
  - 百獣戦隊ガオレンジャー > 忍風戦隊ハリケンジャーVSガオレンジャー

『忍風戦隊ハリケンジャーVSガオレンジャー』は、2003年3月14日に発売されたオリジナルビデオ作品。『忍風戦隊ハリケンジャー』のオリジナルビデオ作品であり、スーパー戦隊VSシリーズの一つ。41分。

## 概要
『忍風戦隊ハリケンジャー』と『百獣戦隊ガオレンジャー』のクロスオーバー作品であるスーパー戦隊Vシネマ第9作。本作品から初回封入特典がつくようになった。
制作上は『忍風戦隊ハリケンジャー』テレビシリーズ本編の巻之二十五から巻之二十六の間の夏の出来事と位置付けられているが、後に制作された『轟轟戦隊ボウケンジャーVSスーパー戦隊』では2002年10月に起きた出来事として設定されている。
それまでのVSシリーズでは実際に戦隊同士が戦う場面は少なかったため、本作品では『ハリケンジャー』のジャカンジャ暗黒七本槍の5名（チュウズーボとサンダール以外）が、「敵組織の幹部が戦隊（ガオレンジャー）の変身アイテムを奪い偽ガオレンジャーに変身する」という展開となっており、両戦隊が戦うシーンも多い。
ガオレンジャーはハリケンジャーのことを知っており、ハリケンジャーはおぼろとハムスター館長（無限斎）のみガオレンジャーのことを知っている設定で『ガオレンジャー』からは敵幹部であるヤバイバとツエツエも登場する。
作品オリジナルの巨大ロボとして、轟雷旋風神ソード&シールドと天空轟雷旋風神が登場。特に前者は両作品の玩具が合体可能な点を活かし、シリーズ唯一となる両戦隊のメカが合体したオリジナルの巨大ロボとして描かれた。
椎名鷹介役の塩谷瞬が撮影当時事故で左腕を骨折したため、戦闘時に腕を負傷したという設定でEDには包帯姿で出演。
本編では常に変身後の色で呼び合っていたガオレンジャーが、本作品ではガオジャケットを着ていない間は本名で呼び合うシーンが多くある。
酒井一圭演じる牛込草太郎は戦士となる前は力士であったという設定なことから、霞一甲を演じる白川裕二郎が実際に元力士の要素も合わせて、エピローグで2人が相撲をするシーンが描かれた。
獅子走役の金子昇はDVDのインタビューで「ガオレッド/獅子走役を卒業しなければならなくなった」と悲しそうに語っていたが、その後の『海賊戦隊ゴーカイジャー』第9話、『4週連続スペシャル スーパー戦隊最強バトル!! 』第2話にも客演している。
大神月麿初登場のシーンは『五星戦隊ダイレンジャー』第5話に登場した遺跡の全体像が流用されている。

## あらすじ
いつものようにジャカンジャと戦うハリケンジャーの3人。しかし、彼らの前にオルグと戦い、正義の戦士であったはずのガオレンジャーの5人がジャカンジャの味方として立ちふさがる。正義の戦士であるはずのガオレンジャーの行動に戸惑うハリケンジャー。
このガオレンジャーは、実はチュウズーボを除いた暗黒七本槍の5人が化けていた偽者だった。彼らは本物のガオレンジャーのGフォンとガオの宝珠を奪い、悪に利用してハリケンジャーに挑んでいたのである。本物のガオレンジャー5人とガオの巫女・テトムは、チュウズーボの弟であるチュウボウズとガオレンジャーに滅ぼされたオルグ残党のツエツエとヤバイバの2人に誘拐されていた。唯一脱出できた大河冴と共に、ハリケンジャーはガオレンジャー救出作戦に乗り出す。無事救出されたガオレンジャーとハリケンジャーの反撃が始まる。

## オリジナルキャラクター
チュウボウズ
チュウズーボの弟。
兄の敵・ハリケンジャーを討ち、兄に代わり、新たな二の槍になるべく活動。ガオレンジャーの情報をヤバイバとツエツエから聞き出し、ガオレンジャーの初期メンバーとテトムを誘拐して、Gフォンを奪い、暗黒七本槍をガオレンジャーに変身させて破壊活動を行わさせた。調子のいい性格であり、サタラクラからは「チュウ坊」と呼ばれている。
チュウズーボの持つ全ての宇宙忍法を取得しており、槍を武器にしていることも同じ。特殊な札を使って、ガオレンジャーの動きを封じただけでなく、その札でコピーした生体データを七本槍に送ることでガオレンジャーへの変身を可能とした。札の制御はベルトで行うが、そのベルトが故障すると札の力も弱まる。
ビクトリーガジェットでダメージを負った後に巨大化。復活中忍と手を繋いでの共鳴でエネルギーを高めてからの光線で精霊王たちの合体を解除させ、轟雷旋風神の右腕も破壊するが、天空轟雷旋風神のワイルドサンダーハリケーンで倒された。
- デザインはさとうけいいちが担当。中国風デザインのジャカンジャと異なり、ストリート系のイメージでデザインされている。
- 『忍風戦隊ハリケンジャーでござる! シュシュッと20th Anniversary』でも、静止画と名前が登場。同作品のオイランダとアウンジャ、『忍風戦隊ハリケンジャー 10 YEARS AFTER』のバット・ゼ・ルンバとともに裏七本槍の1人だったことが判明した。

偽ガオレンジャー
暗黒七本槍が変身したガオレンジャー。
偽ガオレッドはサタラクラ、偽ガオイエローはサーガイン、偽ガオブルーはウェンディーヌ（本物と唯一性別が異なる）、偽ガオブラックはマンマルバ、偽ガオホワイトはフラビージョ。名乗り時、偽ガオレッドは「灼熱の…4×4＝16」「生命（いのち）あるところ、悪魔の雄たけびあり」とワザと言い間違えた。また、変身前の獅子たちの姿に擬態することも可能だが、黄色い指ぬき手袋を着用。
ガオキングも駆使して、ハリケンジャーとゴウライジャーを追い詰めるが、獅子たちの手で脱出してきた大河の呼びかけにより、それに気づいたガオタイガーが動きを止めさせガオキングが合体解除したため、偽者であることがバレてしまう。本物たちの札が外れながらも偽ガオレンジャーとしては健在だったが、唯一力を奪われなかった大神と彼の呼びかけに応じたパワーアニマル（初期メンバーのメインパートナー）の力で動きが鈍ったところをハリケンジャーの生身からの影の舞で倒され、Gフォンを奪い返される。
復活中忍軍団
チュウボウズの宇宙忍法・中忍復活の術によって復活した中忍たち。ギリギリガイ師、カンガルーレット、ジン・ギローンの3名が復活。
カンガルーレットは、ガオキングソード&シールドのイビルクラッシャーとガオハンタージャスティスのビーストハリケーンで倒され、ギリギリガイ師とジン・ギローンは、轟雷旋風神ソード&シールドの風雷百獣斬りに倒された。
再生チュウズーボ
チュウボウズの宇宙忍法・兄貴魔神魂召喚の術によって復活。巨大戦でチュウボウズを援護するが、轟雷旋風神のパンチで倒される。

## 本作品のオリジナル装備・戦力
忍風・真っ向斬り
ハリケンレッドの技。ハヤテ丸で縦一線に切り裂く。チュウボウズに使用。
轟雷旋風神ソード&シールド
轟雷旋風神がパワーアニマルのアイデアでガオレンジャーのパワーアニマルであるガオシャーク（右腕）、ガオタイガー（左腕）が百獣合体、ガオエレファント（ソード&シールド）を百獣武装した姿。
必殺技はエレファントソードに風神エネルギーと雷神エネルギーとガオソウルを込めて敵を切り裂く奥義風雷百獣斬り。
天空轟雷旋風神
轟雷旋風神が天空神を右腕に天空武装したカラクリ巨人。
必殺バスタービーム砲が武器で、必殺技は風神エネルギーと雷神エネルギーをチャージし、さらにガオレンジャー6人のメインパートナーパワーアニマルの力を借りて、ハリケンレオンの口から必殺光線を放つ絶対究極奥義ワイルドサンダーハリケーン。それぞれのコックピットにガオレンジャーが1人ずつ搭乗しており、総勢12名乗っている。

## キャスト
- 椎名鷹介 / ハリケンレッド - 塩谷瞬
- 野乃七海 / ハリケンブルー - 長澤奈央
- 尾藤吼太 / ハリケンイエロー - 山本康平
- 霞一甲 / カブトライジャー - 白川裕二郎
- 霞一鍬 / クワガライジャー - 姜暢雄
- 獅子走 / ガオレッド - 金子昇
- 鷲尾岳 / ガオイエロー - 堀江慶
- 鮫津海 / ガオブルー - 柴木丈瑠
- 牛込草太郎 / ガオブラック - 酒井一圭
- 大河冴 / ガオホワイト - 竹内実生
- 大神月麿 / ガオシルバー - 玉山鉄二
- フラビージョ - 山本梓
- ウェンディーヌ - 福澄美緒
- テトム - 岳美
- ツエツエ - 斉藤レイ
- 日向おぼろ - 高田聖子

### 声の出演
- サーガイン - 岡本美登（兼スーツアクター）
- シュリケンジャー - 松野太紀
- 風雷丸、ナレーター - 宮田浩徳
- ハムスター館長 - 西田健
- 首領タウ・ザント - 梁田清之
- マンマルバ - 今村卓博
- サタラクラ - 島田敏
- ヤバイバ - 坂口候一
- チュウボウズ - 岸祐二
- 再生ギリギリガイ師、下忍マゲラッパ - 大村亨（ノンクレジット）
- 再生カンガルーレット[13]、下忍マゲラッパ - 塩野勝美（ノンクレジット）
- 再生ジン・ギローン、下忍マゲラッパ - 穴井勇輝（ノンクレジット）
- 再生チュウズーボ - 郷里大輔（バンク使用）（ノンクレジット）

### スーツアクター
- 福沢博文
- 小野友紀
- 竹内康博
- 日下秀昭
- 今井靖彦
- 三村幸司
- 魁将馬
- 蜂須賀祐一
- 中川素州
- 喜多川務
- 蜂須賀昭二
- 村岡弘之
- 神尾直子
- 水谷健
- 藤榮史哉
- 岩上弘数
- 大藤直樹（ノンクレジット）

## スタッフ
- 原作 - 八手三郎
- 脚本 - 酒井直行
- 音楽 - 三宅一徳、中川幸太郎
- 製作 - テレビ朝日、東映ビデオ、東映、東映エージエンシー
- プロデューサー - 松田佐栄子（テレビ朝日）、日笠淳・加藤和夫・塚田英明（東映）、矢田晃一（東映エージエンシー）
- 撮影 - 菊池亘
- 助監督 - 近藤孔明、塩川純平、佐古純一郎
- アクション監督 - 竹田道弘、石垣広文（ジャパンアクションクラブ）
- 特撮監督 - 佛田洋
- 監督 - 竹本昇

## 音楽
主題歌
オープニングテーマ「ハリケンジャー参上!」
作詞：及川眠子 / 作曲・編曲：池毅 / 歌：高取ヒデアキ
エンディングテーマ「いま 風のなかで」
作詞・作曲：高取ヒデアキ / 編曲：籠島裕昌 / 歌：影山ヒロノブ
挿入歌
いずれもノンクレジット。
「風よ、水よ、大地よ、」
作詞・作曲：高取ヒデアキ / 編曲：加藤稔二 / 歌：高取ヒデアキ
「ガオレンジャー吼えろ!!」
作詞：桑原永江 / 作曲・編曲：中川幸太郎 / 歌：山形ユキオ / コーラス：高尾直樹、佐々木久美、斉藤妙子